# Hitvalló Szent Maximosz
Hitvalló Szent Maximosz (ógörögül:  Μάξιμος ὁ Ὁμολογητής), (Konstantinápoly, 580 körül – Tsageri, 662. augusztus 13.) görög szerzetes, teológus.

## Élete
Konstantinápolyban született, igen alapos képzésben részesült. Fiatalon a császári kancellária főtitkára lett, ám 40 éves kora körül szerzetesnek állt Chrysopolisban. A monostorban apáttá választották. Itt élt egy évtizedet, közben elmélyedhetett a görög atyák, köztük Areopagita Dénes tanaiban. A perzsa támadás veszélye miatt először a Szent György monostorba (Artàke), majd Krétán és Cipruson keresztül Afrikába ment. Előbb Alexandriában (628–632), majd Karthágóban élt. Bekapcsolódott a különféle tévtanok (monoenergizmus, monothelétizmus) elleni küzdelembe. Nyilvános vitát tartottak Karthágóban, 645-ben, érvei hatására a hivatalától megfosztott és száműzött konstantinápolyi pátriárka beismerte monotheléta álláspontjának helytelenségét (ezt aztán, amikor visszatérhetett Konstantinápolyba, visszavonta). Addig is Rómába utaztak. Maximosz tevékeny szereplője volt a 649-es lateráni zsinatnak, amin elítélték a monothelétizmust és az annak szellemiségében íródott műveket, többek közt II. Konstans császár Tüposzát.
A császár bosszút állt, 653-ban elfogatta I. Márton pápát és Maximoszt. Mindkettőjüket Konstantinápolyba hurcolták és a monotheléta tanok elfogadására akarták őket rávenni. A pápát majdnem kivégezték, végül száműzetésben halt meg 655-ben. Maximoszt elítélték és száműzték Trákiába. Később, 80. életéve körül ismét Bizáncba hurcolták, ismét elítélték: büntetésként levágták jobb kezét és nyelvét kitépték. Maximosz nem sokkal később a Fekete-tenger mellett lévő Lazikában (a mai Grúziában) halt meg.

## Munkássága
Maximosz tudós, elméleti teológus, de mindenekelőtt szerzetes, aki minden kinyilatkoztatott igazságból levonta a lelkiségi következtetéseket. A bűn által szétszakított ember az Istennel való egyesülésben találja meg ismét belső egységét. A lelki élet célja nem kevesebb, mint a megistenülés (theószisz). A Szentlélek úgy járja át a belső életet élő embert, mint ahogy a fény átragyogja a levegőt, vagy a tűz a vasat. Hogy az ember célba jusson, az Isten iránti szeretet energiája serkenti szünet nélkül.
A monasztikus élet célja a szemlélődés, a tiszta tekintet elsajátítása, hogy a szerzetes Istent lássa és dicsérje mindenben. Az Isten- és emberszeretet kioltja a káros szenvedélyek tüzét, s az egész ember Krisztus egyesítő hatása alá kerül.
Maximosz írásai dogmatikus, morális, aszkétikus és liturgikus témákat dolgoznak fel.

## Magyarul megjelent művei
- Fejezetek a szeretetről; ford. Kapitány György, utószó Hankovszky Béla; Paulus Hungarus–Kairosz, Bp., 1998
- Isten a szeretet. Válogatás Szent Maximosz hitvalló műveiből; bev. ford., jegyz. Orosz Atanáz; Jel, Bp., 2002 (Ókeresztény örökségünk), 336 o.
- Isten a szeretet. Válogatás Szent Maximosz hitvalló műveiből; bev. ford., jegyz. Orosz Atanáz; 2. jav. kiad.; Jel, Bp., 2013 (Ókeresztény örökségünk)
- Hitvalló Maximosz: Misztagógia, IN: Az isteni és emberi természetről, Budapest, Atlantisz, 1994, II. kötet, 267–313. o.